# Касте (Атлантски Пиринеји)
Касте (фр. Castet) насеље је и општина у југозападној Француској у региону Аквитанија, у департману Атлантски Пиринеји која припада префектури Олорон Сен Мари.
По подацима из 2011. године у општини је живело 159 становника, а густина насељености је износила 6,76 становника/km². Општина се простире на површини од 24 km². Налази се на средњој надморској висини од 493 метара (максималној 2.020 m, а минималној 419 m).

## Демографија
| 1962. | 1968. | 1975. | 1982. | 1990. | 1999. | 2011. |
| ----- | ----- | ----- | ----- | ----- | ----- | ----- |
| 255   | 241   | 189   | 189   | 157   | 155   | 159   |

График промене броја становника у току последњих година